# مستشفى فانجانج الصيني
مستشفى فانجانج (بالإنجليزية:Fangcang Hospital) هو أحد المستشفيات المؤقته المستخدمة  في جائحة فيروس كورونا 2019-20، ولا سيما في مدينة ووهان.
هذه المستشفيات أنشأت على نطاق واسع للعزل الطبي وتم تأسيسها من خلال الاستحواذ على المساحات الموجودة في والجامعات والكليات في مدينة ووهان، منذ مرض فيروس كورونا 2019، المؤسسات الطبية والمستشفى المتخصص بأمراض الرئة أصبح مليء بالمرضى المصابين
في الوقت ذاته، الأشخاص اللذين يخضعون للحجر المنزلي الطوعي من الممكن أن يسببوا العدوى إلى  أفراد العائلة  والمجتمع المجاور، مما يؤدي إلى استخدام المواد الطبية وزيادة المخاطر من السيطرة على الأوبئة. تحت هذه الظروف، تم اعتماد العلاج المركز للمرضى اللذين يعانون من أعرض خفيفة للسيطرة على الأمراض المعدية.
الحكومة الجمهورية الصينية انشأت 16مستشفى ميداني في ووهان وهوبي، بتوفير حوالي أكثر من 2000 سرير.
اعتبارا من 10/مارس/2020، تم  إخراج جميع المرضى اللذين تم ادخالهم إلى مستشفى ووهان شان هونغشان. وهكذا جميع المستشفيات الميدانية  أكملت مهامها واغلقت.

## علم أصول الكلمات
(فانجاج وترمز بالصينية 方舱 وتترجم بالصينية إلى  方艙pinyin: fāngcāng)
المستشفى الميداني هو مصطلح  صيني يشير إلى بناء هيكلي متحرك يتكون من مجموعة من المواد الصلبة.خارج نطاق اندلاع الحرب «مستشفى فانجانج»  عادة ما يشير إلى نوع المستشفيات التي يتم بناؤها بشكل سريع.

### المواقع  في ووهان
المستشفيات التالية تم بناؤها  في ووهان،الصين خلال فيروس كورونا الوبائي
.مستشفى ووهان الدولي للمؤتمرات والمعارض، منطقة جيانغهان
.ووهان كيتنغ، منطقة دونغ شيا
.ملعب هونغشان، منطقة ووتشانغ
.مركز ووهان للياقة البدنية، منطقة جيانغان
.مركز ووهان الدولي للمعارض، منطقة هانيانغ
.ملعب ووهان، منطقة كواكو
.مركز ووهان الرياضي، منطقة ووهان قيد التطوير
.جبل داهوا، منطقة جيانغشيا
.المركز المتخصص للمؤتمرات والمعارض البصرية، منطقة دونغو قيد التطوير
.مركزهوانجبي الرياضي
.زينجو، منطقة كايديان
.مركز واجن الرياضي، منطقة كوانغشان
.المنتزه الصناعي لمجموعة هونغكيلو، منطقة تشينغانغي

## الجزء الرئيسي الخارجي للصين
أول مستشفى مؤقت مماثل تم بناؤه في روسيا  خلال تفشي المرض في موسكو في مارس 2020. المستشفيات المؤقته تم بناؤها بشكل متتابع في إيران وإسبانيا والمملكة المتحدة والولايات المتحدة الأمريكية.